# Xu Huang
|  | Aquest article tracta sobre el general militar xinès. Vegeu-ne altres significats a «Huang Xu». |

En aquest nom xinès, el cognom és Xu.
Xu Huang (mort el 227 EC) va ser un prominent general militar sota el comandament del poderós senyor de la guerra Cao Cao i el seu successor Cao Pi durant la tardana Dinastia Han Oriental i l'era dels Tres Regnes de la història xinesa. És conegut per haver aturat el setge enemic a la batalla de Fancheng el 219.
Chen Shou, autor dels Registres dels Tres Regnes, va considerar a Xu Huang com un dels cinc millors generals de Cao Wei, juntament amb Zhang Liao, Yue Jin, Zhang He i Yu Jin.

## Biografia
Nascut al Comtat de Yang (en l'actualitat Hongdong, Shanxi) als darrers anys de la Dinastia Han, Xu va treballar com un oficial administratiu durant la seva joventut. Més tard, ell va seguir al general Yang Feng en una campanya contra la Rebel·lió dels Turbants Grocs i va ser nomenat comandant de la cavalleria (騎都尉).
El 196, després de la mort del senyor de la guerra Dong Zhuo, Xu i Yang Feng van acomboiar l'Emperador Xian des de Chang'an de tornada a Luoyang, que aleshores estava molt més ruïnosa. Eixe mateix any, Cao Cao va anar personalment a Luoyang per traslladar l'emperador a Xuchang.
Xu llavors va encoratjar Yang d'unir-se a les forces de Cao, però Yang no va fer cas d'aquell consell. En el seu lloc, va enviar una força en un intent per recuperar l'emperador Xian. Cao va contraatacar aviat i va derrotar Yang, de manera que Xu es va lliurar Cao.